# Gare de Saint-Jean-Pied-de-Port
La gare de Saint-Jean-Pied-de-Port est une gare ferroviaire française terminus de la ligne de Bayonne à Saint-Jean-Pied-de-Port, située sur le territoire de la commune de Saint-Jean-Pied-de-Port, en contrebas du centre, à proximité des communes d'Ispoure et d'Uhart-Cize, dans le département des Pyrénées-Atlantiques en région Nouvelle-Aquitaine. 
Elle est mise en service en 1891 par la Compagnie des chemins de fer du Midi et du Canal latéral à la Garonne (Midi).
C'est une gare de la Société nationale des chemins de fer français (SNCF) desservie par les trains du réseau TER Nouvelle-Aquitaine.

## Situation ferroviaire
Établie à 158 mètres d'altitude, la gare terminus de Saint-Jean-Pied-de-Port est située au point kilométrique (PK) 249,553 de la ligne de Bayonne à Saint-Jean-Pied-de-Port, après la gare d'Ossès - Saint-Martin-d'Arrossa. Les butoirs marquant la fin de la ligne sont au PK 249,664.

## Histoire
La station terminus de  Saint-Jean-Pied-de-Port est mise en service le 11 décembre 1898 par la Compagnie des chemins de fer du Midi et du Canal latéral à la Garonne (Midi), lorsqu'elle ouvre à l'exploitation la section d'Ossès à Saint-Jean-Pied-de-Port. Le premier train arrive en gare à 9 h devant plus de 500 habitants enthousiastes, venus pour accueillir les premiers voyageurs.

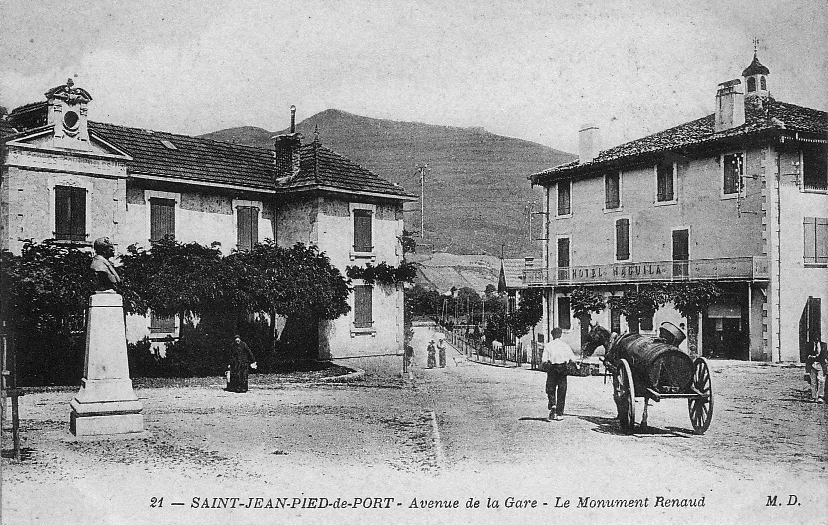
La rue de la gare vers 1910.

Cette arrivée nécessite l'aménagement d'une nouvelle rue à travers champs, ouverte en 1910 (c'est la partie comprise entre l'école et la gare au bas de la rue Renaud). Elle est immédiatement fréquentée par un important trafic comprenant des véhicules divers : omnibus hippomobiles des hôtels, charrettes, camions et voitures. Dès son ouverture des parcelles dans les prairies sont achetées pour construire des habitations transformant le lieu en un quartier résidentiel qui attire dans les années 1920 de riches Basques revenant d'Amérique et des commerçants ayant réussi leurs affaires. Ils y construisent d'importantes demeures. La citation de la commune dans des guides touristiques incite les édiles locaux à s'intéresser à la protection du patrimoine vanté dans les brochures. L'arrivée par la gare de nombreux touristes dynamise l'activité économique. Quatre hôtels se répartissent la clientèle et une trentaine de cafés ouvrent en ville.
Depuis l'automne 2013, la gare est reliée à Bayonne par quatre allers-retours quotidiens  (du lundi au samedi), ainsi qu'un aller-retour supplémentaire le dimanche, par TER Nouvelle-Aquitaine,.
En 2022, selon les estimations de la SNCF, la fréquentation annuelle de la gare était de 56 521 voyageurs contre 62 202 voyageurs en 2019 et 50 058 en 2018.
En 2014, ce nombre se portait à 36 144 voyageurs.
La desserte a été renforcée avec un 5e aller-retour toute l'année entre Bayonne et Saint-Jean-Pied-de-Port, co-financé avec le Syndicat des Mobilités Pays Basque - Adour,.

## Service des voyageurs

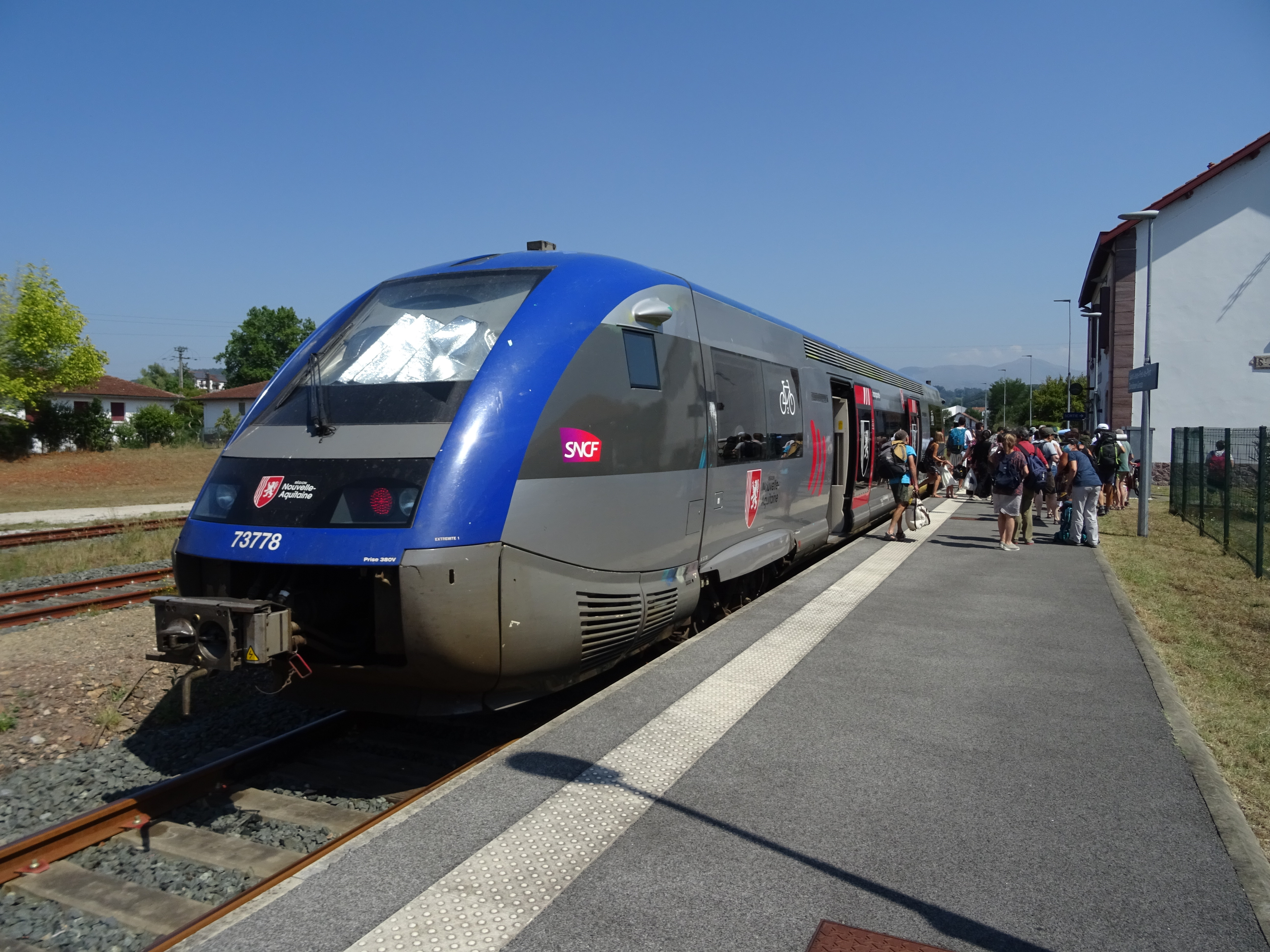
X 73500 venant d'assurer un TER Nouvelle-Aquitaine entre Bayonne et Saint-Jean-Pied-de-Port.

### Accueil
Gare SNCF, elle dispose d'un bâtiment voyageurs, avec guichet, ouvert tous les jours.

### Desserte
La gare est desservie par la ligne 54 du réseau TER Nouvelle-Aquitaine reliant Bayonne à Saint-Jean-Pied-de-Port via Cambo-les-Bains.

### Intermodalité
Un parking pour les véhicules y est aménagé.

## Patrimoine ferroviaire
Le bâtiment voyageurs d'origine, à trois ouvertures et un étage sous une toiture à double pente, toujours utilisé pour le service ferroviaire.